# Venomous Concept
Venomous Concept ist eine US-amerikanische Hardcore-Punk-Band, die im Jahr 2004 in Chicago, Illinois, gegründet wurde. Die Mitglieder der Band waren oder sind Mitglieder anderer Bands wie Napalm Death, Brutal Truth, Stormtroopers of Death, Anthrax, Nuclear Assault, Lock Up und Melvins. Der Name der Band rührt von der Hardcore-Punk-Band Poison Idea her.

## Geschichte
Die eigentliche Geschichte der Band geht auf das Jahr 1989 zurück, als sich Bassist Shane Embury und Sänger Kevin Sharp in New York City auf einem Konzert von Napalm Death im CBGB trafen und von da an befreundet waren. Im Februar 2004 trafen sie sich auf der The Art of Noise-Tour wieder, auf der neben Napalm Death auch Nile, Strapping Young Lad, Dark Tranquillity und The Berzerker vertreten waren. Sie entschlossen sich die Band Venomous Concept zu gründen. Gitarrist wurde Buzz Osborne, Schlagzeuger Danny Herrera. Im Jahr 2004 veröffentlichten sie ihr Debütalbum Retroactive Abortion über Mike Pattons Label Ipecac Recordings. 
Es folgte ein Auftritt im The Double Door in Chicago. Im Jahr 2007 verließ Gitarrist Osborne die Band, da dieser sich seiner anderen Band Melvins widmen musste. Bassist Embury übernahm den Posten des Gitarristen, während Danny Lilker neuer Bassist der Band wurde. Danach begab sich die Band wieder ins Studio, um das nächste Album Poisoned Apple aufzunehmen, das über Century Media veröffentlicht wurde.

## Stil
Venomous Concept spielen eine Mischung aus Hardcore Punk und Grindcore. Die Verwendung von Blastbeats und gutturalem Gesang ist charakteristisch. Die Band wird mit anderen Hardcore- und Crustcore-Bands wie Poison Idea und Discharge verglichen.

## Diskografie
- 2004: Retroactive Abortion (Album, Ipecac Recordings)
- 2006: Making Friends Vol. 1 (Split-Album mit 324, HG Fact)
- 2008: Blood Duster / Venomous Concept (Split-Album mit Blood Duster, Missing Link)
- 2008: Poisoned Apple (Album, Century Media)
- 2016: Kick Me Silly VCIII (Album, Season of Mist)
- 2020: Politics Versus the Erection
- 2023: The Good Ship Lollipop